# Federazione calcistica dell'Islanda
La Federazione calcistica islandese (KSÍ) (in islandese Knattspyrnusamband Íslands) è l'organo governativo del calcio  in Islanda. Controlla la Nazionale, il campionato e la coppa locali.
La federazione è stata fondata nel 1947 e ha sede nella capitale Reykjavík.

Logo dal 1997 al 2020